# Schönbach (Ebelsbach)
Schönbach ist ein Gemeindeteil der Gemeinde Ebelsbach im unterfränkischen Landkreis Haßberge in Bayern.

## Geographie
Das Kirchdorf liegt am Südrand des Naturparks Haßberge auf einem Plateau nordöstlich des 374 Meter hohen Hühnerbergs. Der Schönbach durchfließt den Ort und mündet bei Schönbachsmühle in den Ebelsbach. Die Kreisstraße HAS 9 von Steinbach führt durch Schönbach.

## Geschichte
Funde am Hühnerberg weisen auf eine keltische Siedlung etwa 500 vor Christus hin. Schönbach entstand wohl durch die Franken im 7. oder 8. Jahrhundert. Eventuell vermachte damals Graf Gumbert im Zuge der gumbertschen Schenkung den Ort dem ersten Bischof von Würzburg Burkard.
Die urkundliche Erstnennung von Schönbach war 1230. Anfang des 14. Jahrhunderts erhielten Aplo, genannt Zieche, und Friedrich, der Sohn des Zieche zu Memmelsdorf, jeweils zwei Teile des Zehnten. Schönbach lag im Amt Wallburg, einem Verwaltungsbezirk des Hochstifts Würzburg. Im 15. Jahrhundert besaßen das Hochstift Bamberg und das Hochstift Würzburg Güter im Ort. Mit dem Bamberger Besitz wurden die Herren von Rotenhan belehnt. Um 1600 hatte Schönbach zehn Herdstellen. Jeweils drei hatten als Lehensherren das Hochstift Würzburg, das Hochstift Bamberg und derer von Rotenhan. Ein Haus gehörte der Gemeinde. Die hohe Gerichtsbarkeit oblag dem Hochstift Würzburg mit dem Zentgericht Eltmann.
Nach dem Dreißigjährigen Krieg waren noch 2 von 10 Höfen bewohnt. 1699 gab es 13 Höfe, von denen 8 den Herren von Rotenhan untertan waren. Deren Bewohner bekannten sich zum protestantischen Glauben und besuchten die Gottesdienste in Gleisenau. Um 1800 hatte Schönbach 22 Häuser, 8 davon gehörten dem Hochstift Würzburg und 14 den Herren von Rotenhan.
1862 wurde die Ruralgemeinde Schönbach, die aus dem Kirchdorf Schönbach und der Einöde Schönbachsmühle bestand, in das neu geschaffene bayerische Bezirksamt Haßfurt und Landgericht Eltmann eingegliedert. Der Hauptort Schönbach zählte im Jahr 1871 136 Einwohner. 1900 hatte die 289,84 Hektar große Landgemeinde 29 Wohngebäude und 156 Einwohner, davon 137 Katholiken und 19 Protestanten. Im Kirchdorf lebten 142 Einwohner in 28 Wohngebäuden. Die katholischen Einwohner gehörten zur 5,0 Kilometer entfernten Pfarrei Eltmann, die zuständige Bekenntnisschule befand sich im Ort. Die evangelischen Einwohner gehörten zur 2,5 Kilometer entfernten Pfarrei Gleisenau, wo auch die evangelische Bekenntnisschule stand.
1789 entstand aus einem Bauernhaus das erste Schulhaus, dem 1838 und 1902 Neubauten folgten. 1925 lebten in Schönbach 180 Personen in 27 Wohngebäuden.
1950 zählte das Kirchdorf 193 Einwohner und 30 Wohngebäude. Die evangelischen Einwohner gehörten zur Pfarrei im 3,8 Kilometer entfernten Gleisenau. Die katholischen Einwohner wurden 1953 nach Ebelsbach umgepfarrt. 1970 waren es 169 und 1987 159 Einwohner sowie 38 Wohngebäude mit 42 Wohnungen.
Schönbach gehört seit dem 1. Juli 1971 zur Gemeinde Ebelsbach.

## Baudenkmäler

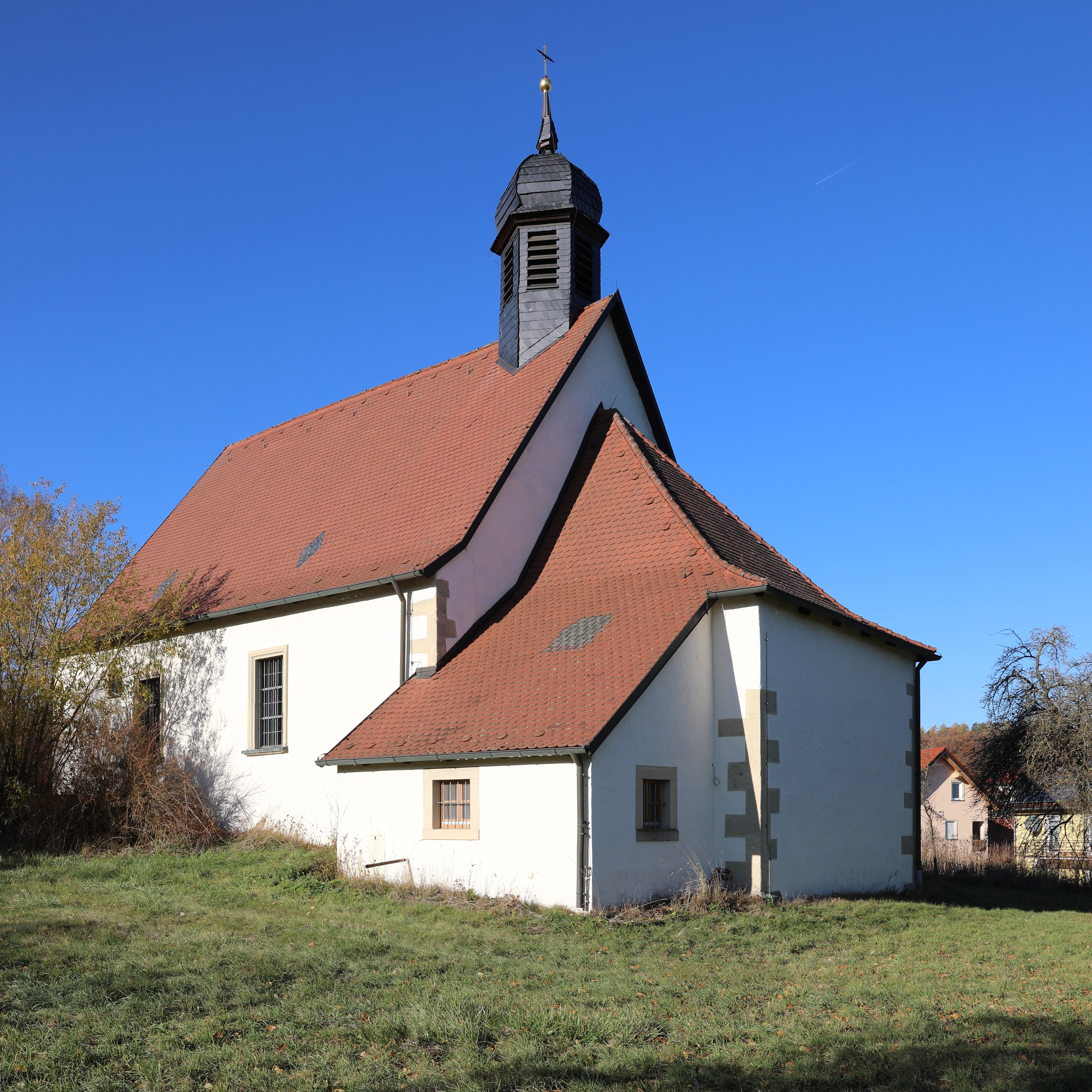
Katholische Filialkirche St. Jakobus

Die katholische Filialkirche St. Jakobus ist ein spätromanischer Saalbau, wohl im 13. Jahrhundert entstanden. Die Gemeinde gehörte damals zur Pfarrei Eltmann. Der Chorbogen und die Westwand kennzeichnen Reste des spätromanischen Baustils. Das Gotteshaus hat einen eingezogenen Chor und ein steiles Satteldach mit einem Dachreiter und einer Zwiebel. Die Fenster stammen aus dem 18. Jahrhundert, die Inneneinrichtung ist barock gestaltet. Eine umfangreiche Instandsetzung der im 17. Jahrhundert baufälligen Kirche wurde zwischen 1669 und 1706 durchgeführt.
In der Bayerischen Denkmalliste sind insgesamt vier Baudenkmäler aufgeführt.